# Универзитет у Гњилану
Универзитет „Кадри Зека” (алб. Universiteti "Kadri Zeka") је државни универзитет у Гњилану. Настава се одвија на албанском језику, по образовном плану и програму Републике Косово.

## Историја
Генеза високог образовања у Гњилану датира из 1966. године отварањем паралеле Правног факултета Универзитета у Приштини, као и годину дана касније отварањем огранка Више педагошке школе Универзитета у Приштини у Гњилану.
Одлуком Министарства просвете, науке и технологије, 9. септембра 2002. године, основан је Педагошки факултет са седиштем у Приштини и огранцима у Гњилану, Призрену и Ђаковици. Услед сталних захтева наставника, студената и становништва Косовског Поморавља, као и општина Прешевске долине да се у Гњилану отворе други смерови и факултети, те припреме за оснивање државног Универзитета у Гњилану, у школској 2010/11, Економски и Правни факултети су започели свој рад као огранци Универзитета у Приштини са бројем од око 1.500 студената.
Након консолидације образовног процеса током ових година, Универзитет у Гњилану је основан одлуком Владе Републике Косово о оснивању државних универзитета, од 6. марта 2013. године, коју је 31. маја 2013. усвојила Скупштина Републике Косово. Универзитет у Гњилану се налази у граду Гњилану, односно на југоистоку Косова и Метохије. Функција Универзитета у Гњилану одређена је привременим статутом, који је усвојило Министарство образовања, науке и технологије.
Оснивање Универзитета у Гњилану био је значајан догађај за грађане општине Гњилане, Косовскопоморавског округа и Прешевске долине. Према резултатима пописа становништва који је спровела Агенција за статистику 2011. године, у Косовском Поморављу живи око 170.000 становника. Док у Прешевској долини, која обухвата општине Прешево, Бујановац и Медвеђа, живи око 57.800 становника албанске националности. Сходно томе, Универзитет у Гњилану има као свој примарни циљ да привуче потенцијалне студенте из ових области због географске близине и нижих животних трошкова које Гњилане нуди у поређењу са Приштином.

## Факултети
- Педагошки факултет
- Правни факултет
- Економски факултет
- Факултет рачунарских наука
- Факултет примењених наука